# Пономаренковский сельский совет
Пономаре́нковский се́льский сове́т входил в состав Харьковского района Харьковской области Украины. Снят с учёта после 17 июля 2020 года.
Административный центр сельского совета при СССР находился в селе Пономаренки́, а затем с 2020 года находился в селе Хролы́ по адресу: 62480, Харьковская обл., Харьковский р-н, село Хролы, ул. Красноармейская, 15.

## История
- 1917 — дата образования Пономаренковского сельского Совета депутатов трудящихся в составе ... волости Харьковского уезда Харьковской губернии Российской республики.
- С 1923 года — в составе Харьковского района Харьковского округа, с 1932 — Харьковской области УССР.
- После ВОВ входивший в сельсовет хутор Затейный, имевший в 1940 году 17 дворов,[3], был объединён с хутором Боровой, имевшим 5 дворов,[4] в село Боровое (Харьковский район).
- В 1959 году село Чунихи[5] (Чунухи, хутор Чунихин)[6], расположенное на левом берегу реки Жихорец и имевшее в 1940 году 11 дворов,[7] было включено в черту Харькова.
- В начале 1967 года в сельсовет входили 10 населённых пунктов.[8]
- Между 1967[8] и 1975 годами[9] село Коммунар (до 1950 Котляры) было исключено из состава сельсовета, перейдя в состав Безлюдовский поссовет,[10] а затем образовав в 1992 свой Коммунарский, с 2016 — Котляровский сельский совет.
- В 1976 году в сельсовет входили девять населённых пунктов.[9]
- После 1976[9] года село Молчаны было исключено из состава сельсовета, войдя в 1992 в Коммунарский сельский совет.
- В 2012 году три села — Горбани, Павленки, Федорцы (сверху вниз по течению Жихорца), согласно постановлению ВР «Про изменение и установление границ Харькова, Дергачёвского и Харьковского районов Харьковской области» от 6 сентября 2012 года № 5215-VI были включены в городскую черту Харькова.[11], согласно постановлению от 06.09.2012 года № 5215-VI, 809 гектаров земель совета были присоединены к городу Харькову.[12]
- 24 января 2013 года Пономаренковский сельский совет исключил из своего состава данные три села.[11]
- 5 марта 2013 года Харьковский областной совет исключил из учётных данных сёла Горбани, Павленки и Федорцы.[11]
- После 17 июля 2020 года в рамках административно-территориальной реформы по новому делению Харьковской области[13][14] данный сельсовет был ликвидирован; входящие в него населённые пункты и его территории присоединены к Харьковская городская община Харьковского района.
- Пономаренковский сельсовет просуществовал 103 года.

## Населённые пункты совета (на 2020 год)
- село Пономаре́нки[15]
- село Борово́е[4]
- село Лелюки́[16]
- село Логачёвка[17]
- село Хролы́[18]

## Населённые пункты, входившие в состав совета
- село Горбани́[1] — в 2012 присоединено к Харькову.
- хутор Зате́йный[3] — после ВОВ объединён с хутором Борово́й[4] в село Боровое (Харьковский район).
- село Котляры́, в 1950—2016 Коммуна́р[19] — выделен из состава сельсовета между 1967[8] и 1976[9], затем являлся центром Коммунарский сельский совет.
- село Молчаны́ — исключено из состава сельсовета после 1976[9], в 1992 вошло в Коммунарский сельсовет.
- село Павленки[20] — в 2012 присоединено к Харькову.
- село Федорцы́[21] — в 2012 присоединено к Харькову.
- село Чунихи (Чинухи́, хутор Чуни́хин)[6][7]- в 1959 присоединён к Харькову, впоследствии Донецкая (Чунихинская) улица).[5]